# Smells Like Children
Smells Like Children (englisch für „Riecht nach Kindern“) ist eine EP der US-amerikanischen Rockband Marilyn Manson. Sie erschien am 24. Oktober 1995 über die Labels Nothing Records und Interscope Records.

## Hintergrund und Inhalt
Die EP sollte ursprünglich nur eine Remix-Version zur Single Dope Hat von Marilyn Mansons Debütalbum Portrait of an American Family sein, jedoch spielte die Band während ihrer Tour so viele Lieder ein, dass daraus eine eigenständige EP, mit verschiedenen Remix- und Coverversionen sowie experimentellem Sound, entstand.
Der Song I Put a Spell on You stammt im Original von Screamin’ Jay Hawkins, das Stück Rock'n'Roll Nigger wurde von Patti Smith geschrieben.
In ihrer Urfassung enthielt die EP einen Dialog aus dem Fantasy-Film Willy Wonka & die Schokoladenfabrik von 1971, in Form von umgearbeiteten Samples, die den klanglichen Rahmen der einzelnen Songs bilden sollten. Aus Gründen des Urheberrechts verlangte jedoch die Plattenfirma von der Band, die nicht genehmigten Dialog-Samples zu entfernen. Wegen eines Missverständnisses im Presswerk wurden dennoch einige Tausend EPs mit der ursprünglich angedachten Version hergestellt, weshalb die Urfassung der Scheibe mittlerweile im Internet kursiert.
Der Song Fuck Frankie bezieht sich auf einen ehemaligen Tourmanager namens Frankie Proia, der Marilyn Manson rund 20.000 Dollar Schulden bescherte, weshalb der Manager gefeuert wurde.

## Produktion
Alle Lieder der EP wurden von dem US-amerikanischen Musikproduzenten Trent Reznor in Zusammenarbeit mit Marilyn Manson produziert.

## Covergestaltung
Das EP-Cover ist größtenteils in grünen Farbtönen gehalten und zeigt Marilyn Manson in der Rolle des Kinderfängers aus dem Film Tschitti Tschitti Bäng Bäng von 1968. Er trägt einen Zylinder, blickt den Betrachter an und hält sich den Zeigefinger vor den Mund. Oben im Bild befindet sich der rote Schriftzug Marilyn Manson und im unteren Teil der Titel Smells Like Children in Orange.

## Titelliste
| #  | Titel                                         | Länge |
| -- | --------------------------------------------- | ----- |
| 1  | The Hands of Small Children                   | 1:34  |
| 2  | Diary of a Dope Fiend                         | 5:49  |
| 3  | Shitty Chicken Gang Bang                      | 1:19  |
| 4  | Kiddie Grinder (Remix)                        | 4:23  |
| 5  | Sympathy for the Parents                      | 1:00  |
| 6  | Sweet Dreams (Are Made of This)               | 4:53  |
| 7  | Everlasting Cocksucker (Remix)                | 5:13  |
| 8  | Fuck Frankie                                  | 1:48  |
| 9  | I Put a Spell on You                          | 3:36  |
| 10 | May Cause Discoloration of the Urine or Feces | 3:59  |
| 11 | Scabs, Guns and Peanut Butter                 | 1:01  |
| 12 | Dance of the Dope Hats (Remix)                | 4:39  |
| 13 | White Trash (Remix)                           | 2:47  |
| 14 | Dancing with the One-Legged…                  | 0:46  |
| 15 | Rock ’n’ Roll Nigger                          | 3:31  |
| 16 | Untitled (Hidden Track)                       | 8:20  |

## Chartplatzierungen und Singles
Smells Like Children stieg am 31. Oktober 1995 in die US-amerikanischen Charts ein und erreichte am 8. Juni 1996 mit Platz 31 die höchste Position. Insgesamt hielt es sich 50 Wochen in den Top 200. In Deutschland konnte sich die EP nicht in den Top 100 platzieren.
Als einzige Single wurde 1995 der Song Sweet Dreams (Are Made of This), eine Coverversion von Eurythmics, ausgekoppelt. Das Lied konnte sich nicht in den Charts platzieren.

## Verkaufszahlen und Auszeichnungen
| Professionelle Bewertungen | Professionelle Bewertungen |
| -------------------------- | -------------------------- |
| Kritiken                   |                            |
| Quelle                     | Bewertung                  |
| allmusic                   | [ 8 ]                      |

Im Jahr 1998 erhielt Smells Like Children für mehr als eine Million verkaufte Einheiten in den Vereinigten Staaten eine Platin-Schallplatte. Im Vereinigten Königreich wurde die EP für über 100.000 Verkäufe 2013 mit einer Goldenen Schallplatte ausgezeichnet.